# VH1 Storytellers (David Bowie)
VH1 Storytellers è un album dal vivo di David Bowie, registrato per l'omonimo programma di VH1 il 23 agosto 1999. La pubblicazione contiene anche un DVD con l'esibizione live e con materiali aggiuntivi. Le tracce proposte percorrono tutta la carriera di Bowie, dagli anni sessanta fino all'album 'hours...'.

## Tracce
Tutte le tracce sono scritte da David Bowie, tranne quando diversamente specificato.
1. Life on Mars? – 4:22
2. Rebel Rebel – 3:15
3. Thursday's Child (Bowie, Reeves Gabrels) – 6:43
4. Can't Help Thinking About Me – 6:31
5. China Girl – 6:48
6. Seven (Bowie, Gabrels) – 5:01
7. Drive-In Saturday – 5:22
8. Word on a Wing – 6:35